# Betws-y-Coed
Betws-y-Coed (ˈbɛtʊs ə ˈkɔɨd) ist eine Kleinstadt im nördlichen Wales.
Der Ort ist ein Tourismuszentrum im Snowdonia-Nationalpark. Zu den Attraktionen gehören die Swallow Falls und die Waterloo Bridge, die von Thomas Telford im Zuge der Modernisierung der Straße von London nach Holyhead gebaut und zum Zeichen des Siegs über Napoleons Truppen benannt wurde.
Der Name Betws oder Bettws ([ˈbɛtuːs]) wird meist vom angelsächsischen Wort 'bed-hus' (= Bethaus) hergeleitet. Betws-y-Coed bedeutet deutsch „Bethaus im Wald“.

## Sehenswürdigkeiten
- Betws-y-Coed Railway Station
- Conwy Valley Railway Museum
- Miners’ Bridge
- Kirche St. Michael (14. Jh.)
- Llyn Elsi Reservoir

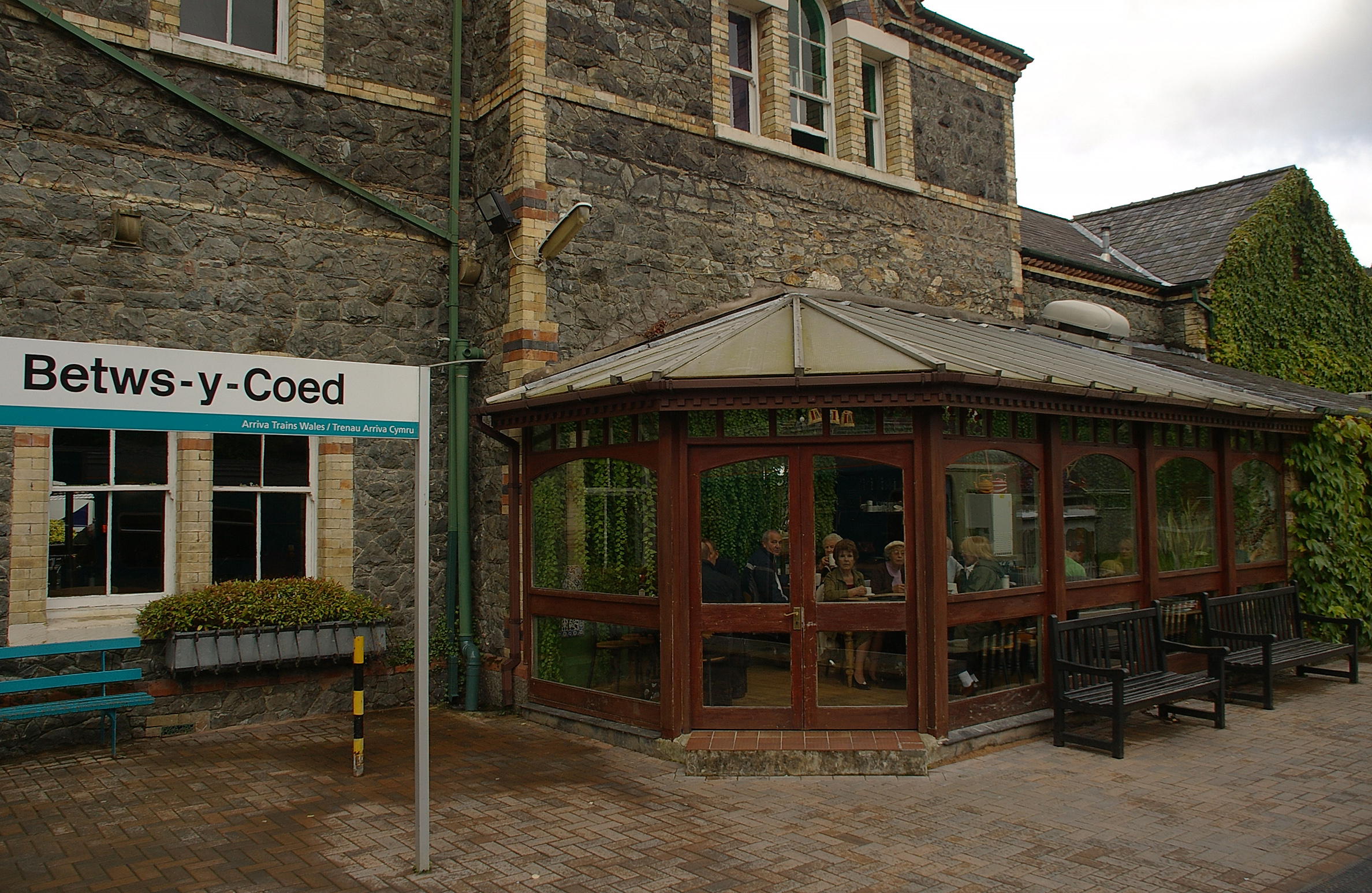
Bahnhof
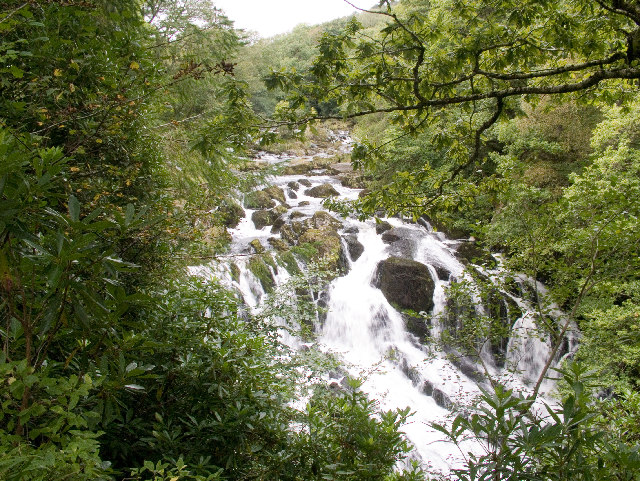
Swallow falls
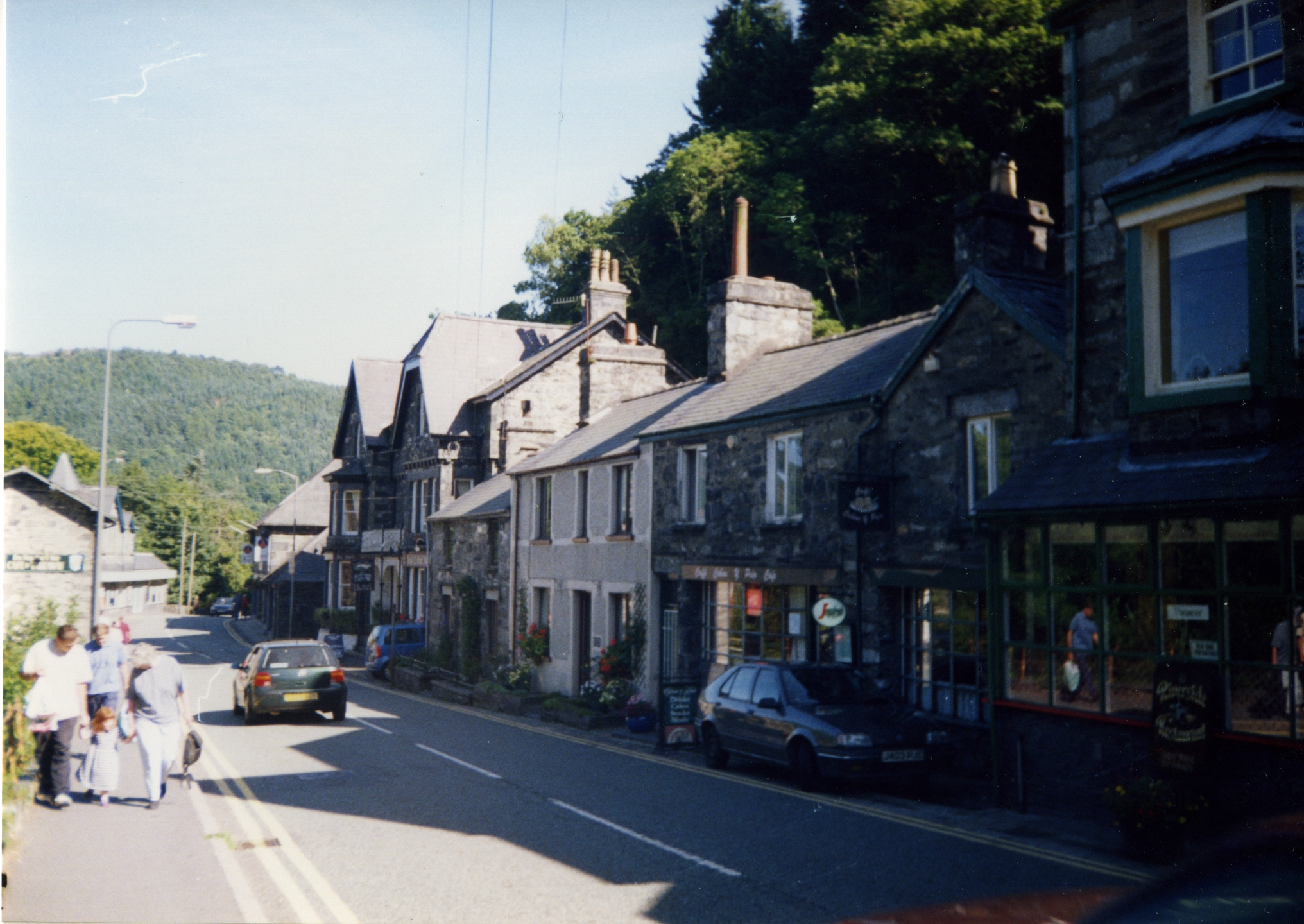
Hauptstraße

In der Nähe des Ortes liegt das Cotswold Severn Tomb Capel Garmon.